# Харви, Джонатан
Джонатан Харви (англ. Jonathan Harvey; 3 мая 1939, Саттон-Колдфилд — 4 декабря 2012, Льюис) — британский композитор.

## Биография
Родился в городке Саттон Колдфилд в пригороде Бирмингема, отец — музыкант-любитель. Начал сочинять музыку в 6 лет. Пел в церковном хоре. Учился в колледже Св. Иоанна в Кембридже, по окончании получил степень доктора философии. По совету Бенджамина Бриттена брал частные уроки у Эрвина Штейна и Ханса Келлера. В ранних произведениях прослеживается влияние Шенберга, Берга, Мессиана, Бриттена. Учась в аспирантуре Университета Глазго, играл на виолончели в Шотландском симфоническом оркестре БиБиСи. В 1966 впервые посетил Международные летние курсы новой музыки в Дармштадте, испытал сильное воздействие Штокхаузена. В 1969 по программе Харкнесса учился в Принстоне, где общался с Милтоном Бэбиттом, оказавшим сильное влияние на его музыку. В 1980-е годы, по приглашению Пьера Булеза работал в Институте исследования и координации акустики и музыки (IRCAM).
С начала 80-х годов использовал в своих произведениях электронику.

## Творчество
Обращался к священным текстам и музыкальным традициям Запада, Ближнего и Дальнего Востока. Писал музыку на стихи Ли Бо, Тагора, Хопкинса, Йейтса.

## Избранные сочинения
- Dialogue and Song for cello (1965/1977)
- Four Images after Yeats for piano (1969)
- Piano Trio (1971)
- String Quartet No. 1 (1977)
- O Jesu Nomen Dulce for choir (1979)
- Mortuos Plango, Vivos Voco, computer-manipulated concrete sounds (pre-recorded quadraphonic tape), for tape (1980)
- Mythic Figures (1980)
- Страсти и воскресение/ Passion and Resurrection, церковная опера (1981)
- Bhakti for 15 players and quadrophonic tape (1982)
- Curve with Plateaux for solo cello (1982)
- Flight-Elegy for violin and piano (1983—1989)
- Nataraja for flute, piccolo and piano (1983)
- Nachtlied for soprano, piano and tape (1984)
- Come Holy Ghost for choir (1984)
- Ricercare una Melodia for solo trumpet/cello/flute/oboe/trombone with tape delay system (1984)
- Песнеприношения/ Song Offerings for soprano and chamber ensemble of 8 players (1985)
- Формы пустоты/ Forms of Emptiness for choir (1986)
- God is our Refuge for choir and organ (1986)
- Богоматерь зимы и весны/ Madonna of Winter and Spring for orchestra, synthesizer and electronics (1986)
- Lauds for choir and solo cello (1987)
- From Silence for soprano, 6 players and tape (1988)
- String Quartet No. 2 (1988)
- Three Sketches for solo cello (1989)
- Ritual Melodies for quadrophonic tape (1989-90)
- Cello Concerto (1990)
- Fantasia for organ (1991)
- Серенада в честь Моцарта/ Serenade in Homage to Mozart for wind ensemble of 10 players (1991)
- Scena for violin and chamber ensemble of 9 players (1992)
- Lotuses for flute quartet (1992)
- Chant for solo cello (or solo viola) (1992-94)
- The Riot for flute, piccolo, bass clarinet and piano (1993)
- Inquest of Love, опера (1994)
- One Evening… for soprano, mezzo, soprano, chamber ensemble of 8 players, 2 technicians and electronics (1993-94)
- The Angels for choir (1994)
- Гробница Мессиана/ Tombeau de Messiaen for piano and tape (1994)
- Advaya for cello, electronic keyboard and electronics (1994)
- Dum Transisset Sabbatum for choir (1995)
- String Quartet No. 3 (1995)
- Percussion Concerto (1997)
- Sufi Dance for solo guitar (1997)
- Колесо пустоты/ Wheel of Emptiness for chamber ensemble of 16 players (1997)
- Ashes Dance Back for choir and electronics (1997)
- Смерть света — Свет смерти/ Death of Light/Light of Death for chamber ensemble of 5 players, по Распятию Грюневальда в Изенгеймском алтаре (1998)
- Tranquil Abiding for chamber orchestra (1998)
- Valley of Aosta for 13 players and electronics (1998)
- Marahi for unaccompanied choir (1999)
- White as Jasmine for soprano and large orchestra (1999)
- Vers for piano (2000)
- Mothers Shall Not Cry for soprano and tenor soloists, female semi- chorus, female chorus, orchestra and electronics (2000)
- Пробуждение летнего облака/ The Summer Cloud’s Awakening for choir, flute, cello and electronics (2001)
- Bird Concerto with Pianosong for solo piano, chamber orchestra and live electronics (2001)
- Jubilus for viola and chamber ensemble (2003)
- String Quartet No. 4 with live electronics (2003)
- String Trio (2004)
- Clarinet Trio (2004)
- Body Mandala for orchestra (2006)
- Сон Вагнера/ Wagner Dream, опера (2007)
- Other Presences for trumpet and electronics (2008)
- Speakings for orchestra and electronics (2008)
- Imaginings for cello and live electronics
- Philia’s Dream for cello and synthesizer
- Weltethos for speaker, choir, children’s chorus and orchestra (2011)

## Исполнители
Среди исполнителей музыки Джонатана Харви — Ардитти-квартет, Ensemble Intercontemporain, трио Фибоначчи, Лондонская симфониетта, филармонический оркестр Нидерландского радио, дирижёры Эндрю Пэрротт, Петер Этвёш, Джордж Бенджамин.